# Barragem do Peneireiro
A Barragem do Peneireiro, ou Barragem de Peneireiro, construída sobre o leito da Ribeira do Arco, localiza-se na atual freguesia de Vila Flor e Nabo, no Município de Vila Flor, do Distrito de Bragança, em Portugal. A barragem foi projectada em 1971 e entrou em funcionamento em 1973.

## Barragem
É uma barragem de aterro (terra zonada). Possui uma altura de 15 m acima da fundação (13 m acima do terreno natural) e um comprimento de coroamento de 693 m (largura 4 m). Possui uma capacidade de descarga máxima de 1,84 (descarga de fundo) + 11 (descarregador de cheias) m³/s.

## Albufeira
A albufeira da barragem apresenta uma superfície inundável ao NPA (Nível Pleno de Armazenamento) de 0,14 km² e tem uma capacidade total de 0,768 Mio. m³ (capacidade útil de 0,67 Mio. m³). As cotas de água na albufeira são: NPA de 621,2 metros, NMC (Nível Máximo de Cheia) de 621,8 metros e NME (Nível Mínimo de Exploração) de 611,5 metros.